# Simão Sabrosa
Simão Pedro Fonseca Sabrosa (eller bare Simão) (født 31. oktober 1979 i Constantim, Portugal) er en portugisisk tidligere fodboldspiller, der spillede som kantspiller. Han repræsenterede gennem karrieren blandt andet Espanyol, Beşiktaş, Sporting Lissabon, Benfica, Atletico Madrid og FC Barcelona.
Simão blev portugisisk mester med S.L. Benfica i 2005 og pokalvinder i 2004.

## Landshold
Simão nåede i sin tid som landsholdsspiller at spille hele 85 kampe og score 22 mål for Portugals landshold, som han debuterede for den 18. november 1998 i et opgør mod Israel. Han har siden da repræsenteret sit land ved både EM i 2004, VM i 2006, EM i 2008 og VM i 2010. 